# Cei care plătesc cu viaţa
Cei care plătesc cu viaţa é um filme de drama romeno de 1989 dirigido e escrito por Șerban Marinescu. Foi selecionado como representante da Romênia à edição do Oscar 1990, organizada pela Academia de Artes e Ciências Cinematográficas.

## Elenco
- Ștefan Iordache
- Adrian Pintea
- Gheorghe Visu
- Marcel Iureș
- Ovidiu Ghinita
- Maia Morgenstern